# Kreudnitz

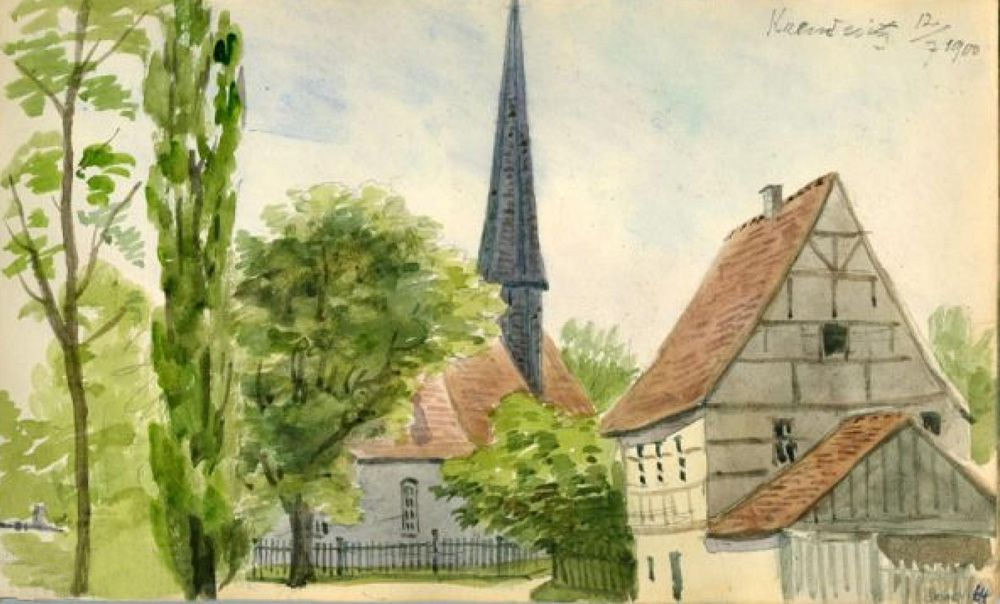
Kreudnitz 1900

Kreudnitz war ein Dorf südlich von Leipzig, das zwischen 1968 und 1971 dem Braunkohlebergbau durch den Tagebau Witznitz II zum Opfer gefallen ist. 1971 wurde die Flur des devastierten Ortes nach Rötha im Landkreis Leipzig (Freistaat Sachsen) eingemeindet.

## Lage

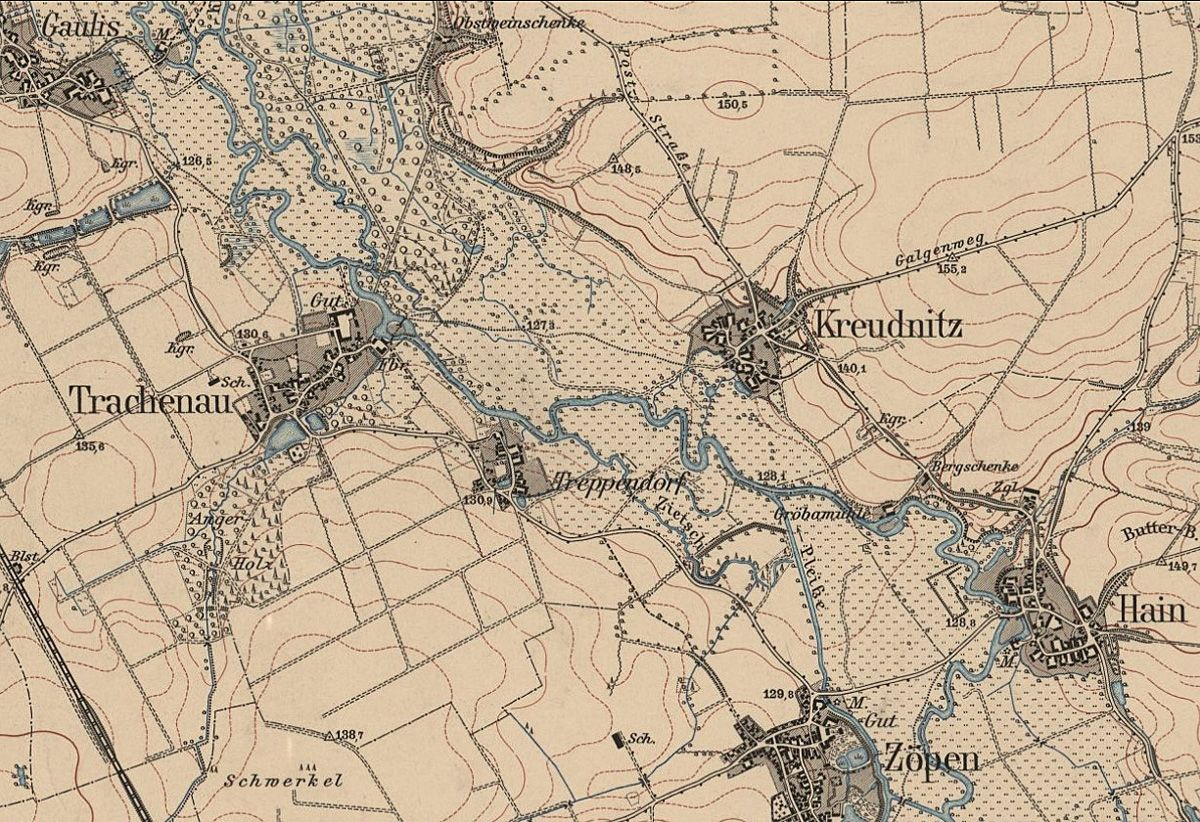
Kreudnitz auf einer Karte von 1908

Kreudnitz lag zwischen Rötha im Nordwesten und Borna im Südosten im südlichen Teil der Leipziger Tieflandsbucht. Durch den Ort verlief die ehemalige Poststraße von Leipzig nach Altenburg, die der Trasse der mittelalterlichen Handelsstraße Via Imperii folgte. Mit dem Bau der höher gelegenen Fernstraße über Espenhain zu Beginn des 19. Jahrhunderts verlor Kreudnitz diesen Anschluss.
Kreudnitz lag am Nordostrand der Pleißenaue, weshalb sich seine Feldflur nach Nordosten erstreckte und im Südosten Wiesengelände zu finden war.
Die umliegenden Orte waren von Norden im Uhrzeigersinn Rötha, Espenhain, Hain, Kahnsdorf, Trachenau mit Treppendorf und Gaulis.
Nordwestlich von Kreudnitz entstand 1942 der Stausee Rötha, dessen Südteil wie Kreudnitz durch den Braunkohleabbau verschwand. Die damalige Ortslage von Kreudnitz entspricht etwa dem  Nordostrand des Kahnsdorfer Sees bzw. dem um 1980 entstandenen Nord-Süd-Damm, der den Kahnsdorfer und den Hainer See voneinander trennt.

## Geschichte

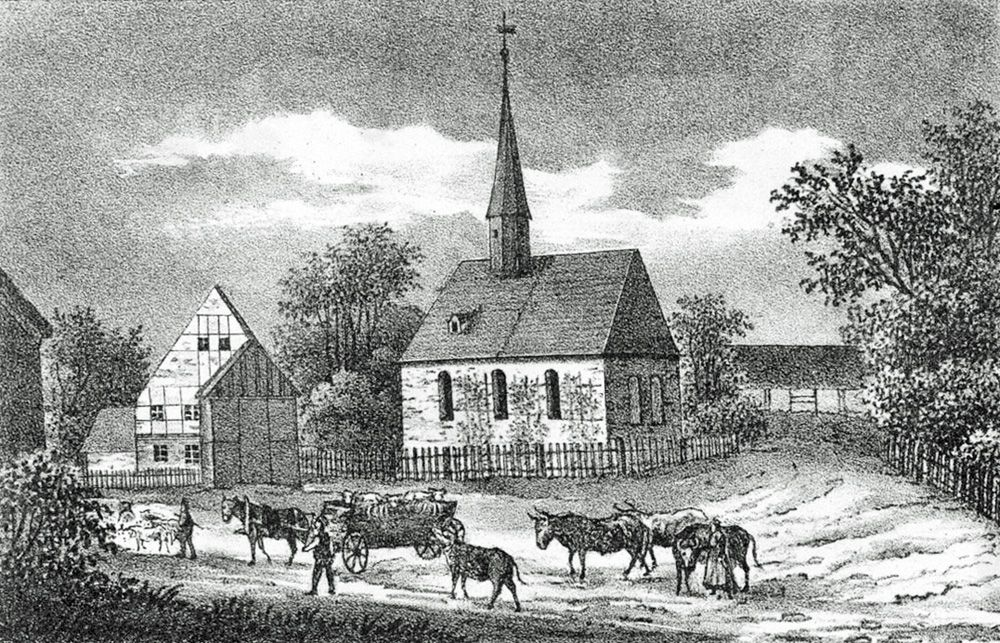
Die Kirche um 1840

Am Kartenbild von Kreudnitz ist zu erkennen, dass es aus zwei Rundlingen entstanden ist. Die erste Erwähnung fand das Dorf 1417 als Krudenicz. Die Grundherrschaft lag zunächst beim Rittergut Kitzscher, ging aber 1654 an das in Rötha über.
Die kleine Dorfkirche, über deren Erbauungszeit nichts bekannt war, trug einen mächtigen Dachreiter. Sie wurde seit 1543 von einem Pfarrer gemeinsam mit der des Nachbarortes Hain betreut. Beide Kirchen galten als gleichberechtigte Schwesterkirchen.
Kreudnitz lag bis 1856 im kursächsischen bzw. königlich-sächsischen Amt Borna. Ab 1856 gehörte Kreudnitz zum Gerichtsamt Rötha und ab 1875 zur Amtshauptmannschaft Borna. Am 1. September 1948 wurde Kreudnitz nach Hain eingemeindet.
Lange Zeit blieb Kreudnitz vom Braunkohleabbau im Bornaer Revier unberührt. Dies änderte sich, nachdem im südwestlich gelegenen Tagebau Witznitz II im Jahr 1960 mit Anlage des Drehpunkts Kahnsdorf das Baufeld 2 eröffnet wurde. In Vorbereitung des Kohleabbaus wurde 1963/64 die Pleiße im Westen um den Tagebau herumgeführt.

Impressionen aus Kreudnitz
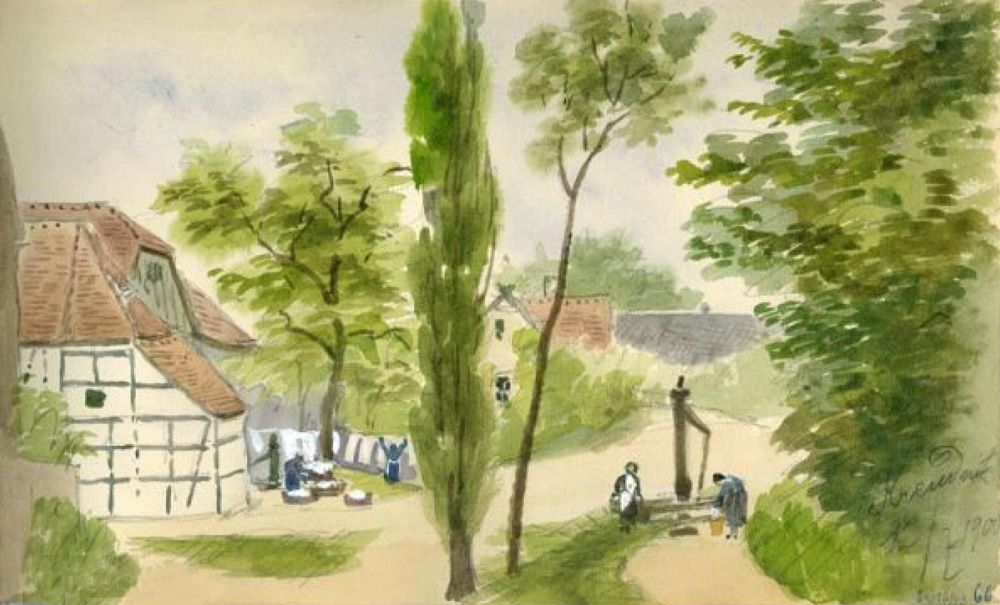
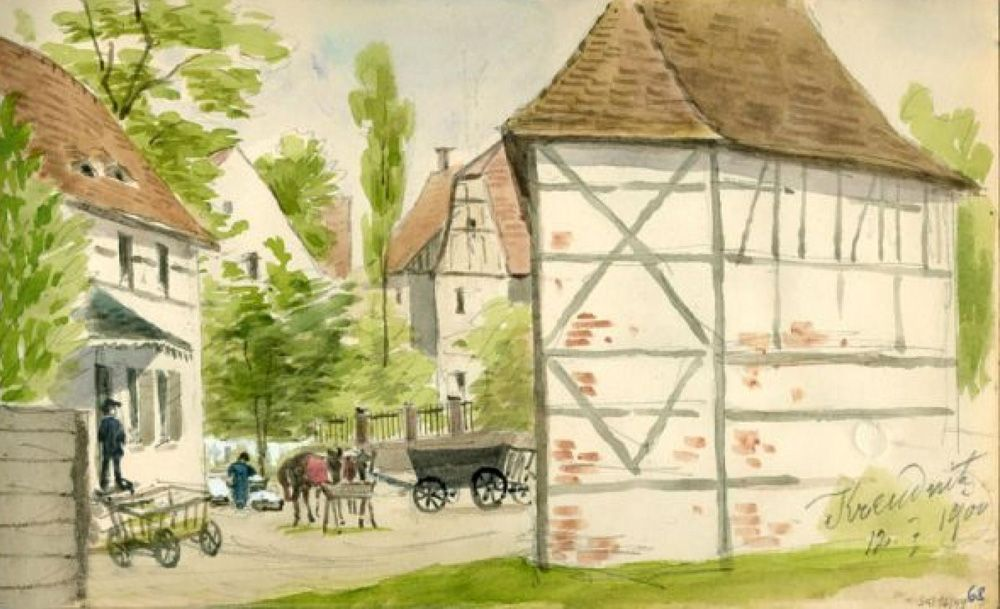

Zwei Glocken der Kreudnitzer Kirche wurden 1967 in die neu erbaute kleine Kirche von Stein im Chemnitztal im damaligen Kreis Rochlitz überführt. 1968 wurde Kreudnitz aufgelöst und seine Flur 1969 überbaggert. Zum Zeitpunkt der Aussiedlung besaß Kreudnitz 175 Einwohner. 1971 wurde der Flurbereich Rötha zugeschlagen.
Die mit der deutschen Wiedervereinigung 1989/90 einhergehende wirtschaftspolitische Veränderung führte zu einem drastischen Rückgang des Braunkohlebedarfs, wodurch der Tagebau Witznitz II trotz vorhandener Lagerstätten bis 1993 vorzeitig stillgelegt wurde. Aus dem renaturierten Restloch wurden in der Folgezeit der Hainer und der Kahnsdorfer See geschaffen, zu deren Gebiet die ehemalige Ortslage Kreudnitz gehört.